# Horovitzia cnidoscoloides
Horovitzia cnidoscoloides (Lorence & R.Torres) V.M.Badillo, 1993 é a única espécie do género monotípico Horovitzia, da família Caricaceae. É um arbusto ou pequena árvore, sendo uma espécie endémica das florestas de nuvens da região de Sierra de Juarez, em Oaxaca (sul do México). A planta é recoberta por tricomas capazes de injectar substâncias irritantes, característica que diferencia o género em relação às restantes Caricaceae.